# Valerio Dorico

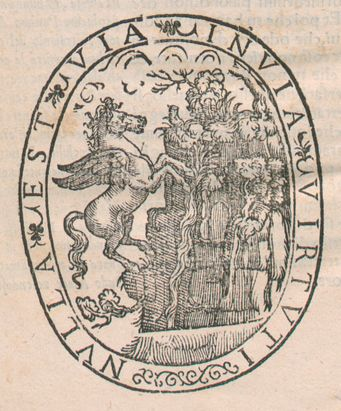
Dấu ấn của Dorico (BEIC)

Valerio Dorico (sinh thế kỷ XV tại Brescia-mất cuối thế kỷ XV tại Rome) là một nhà sắp chữ người Ý. Trong khoảng thời gian mười sáu năm (1539-1555), ông đã in nhiều ấn bản, đi tiên phong trong việc sử dụng quy trình in ấn duy nhất được phát triển lần đầu tiên ở Anh và Pháp. Ông chủ yếu làm việc cho Học viện La Mã cùng với anh trai Ludovico Dorico. Dorico đã in ấn bản đầu tiên của thánh nhạc bởi Giovanni Pierluigi da Palestrina và Giovanni Animuccia.

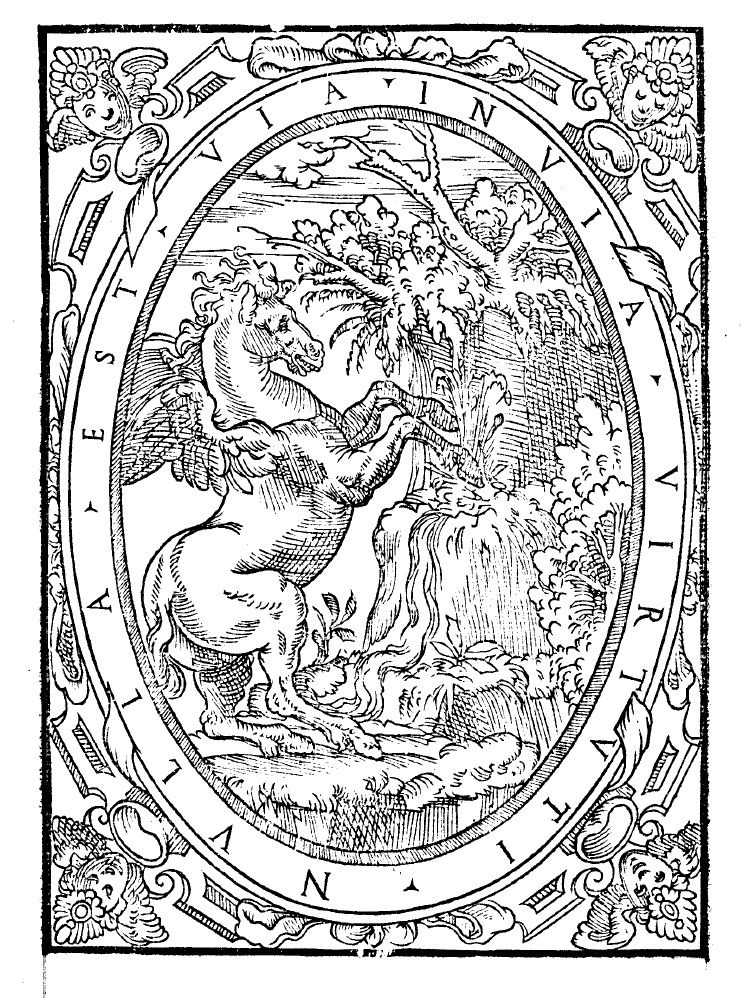
Dấu ấn của Dorico

Phần mềm soạn thảo âm nhạc Dorico được đặt tên theo Valerio Dorico để vinh danh ông.

## Liên Kết Ngoài
- Valerio Dorico editions trên IMSLP